# Laîche à épis pendants
Carex pendula
Espèce
Classification phylogénétique
La Laîche à épis pendants ou Laîche pendante (Carex pendula Huds.) est une espèce de plantes herbacées vivaces de la famille des Cyperaceae. Elle se rencontre dans les bois, les garrigues, les haies et à côté des ruisseaux, préférant les sols argileux humides et lourds. Elle est parfois cultivée comme plante de jardin en raison de son apparence distinctive.

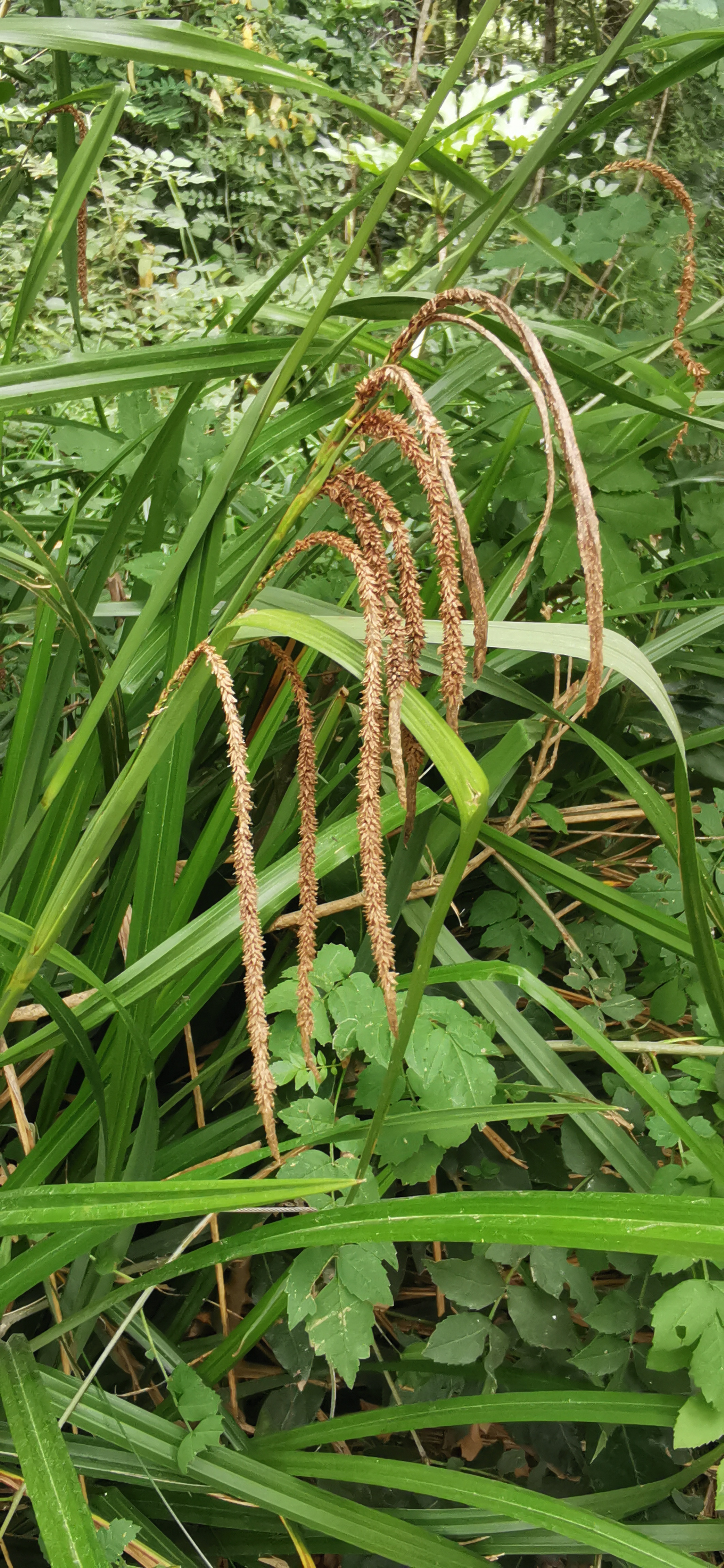
Infrutescence male et femelle

## Aire de répartition
Europe, Afrique du Nord et Moyen-Orient.